# Chiriqui földigalamb
A chiriqui földigalamb (Zentrygon chiriquensis) a madarak osztályának galambalakúak (Columbiformes) rendjéhez és a galambfélék (Columbidae) családjához tartozó  faj.

## Rendszerezése
A fajt Philip Lutley Sclater angol ügyvéd és zoológus írta le 1843-ban, a Geotrygon nembe Geotrygon chiriquensis néven.

## Előfordulása
Costa Rica és Panama területén honos. Természetes élőhelyei a szubtrópusi vagy trópusi síkvidéki és hegyi esőerdők. Állandó nem vonuló faj.

## Megjelenése
Testhossza 26-32 centiméter, testtömege 295-308 gramm.

## Természetvédelmi helyzete
Az elterjedési területe még nagy, egyedszáma 20000-49999 példány közötti és viszont csökken, de még nem éri el a kritikus szintet. A Természetvédelmi Világszövetség Vörös listáján nem fenyegetett fajként szerepel.